# Ateleia glabrata
Ateleia glabrata là một loài thực vật có hoa trong họ Đậu. Loài này được J. Linares mô tả khoa học đầu tiên năm 2001.